# Pendentief (Valence)

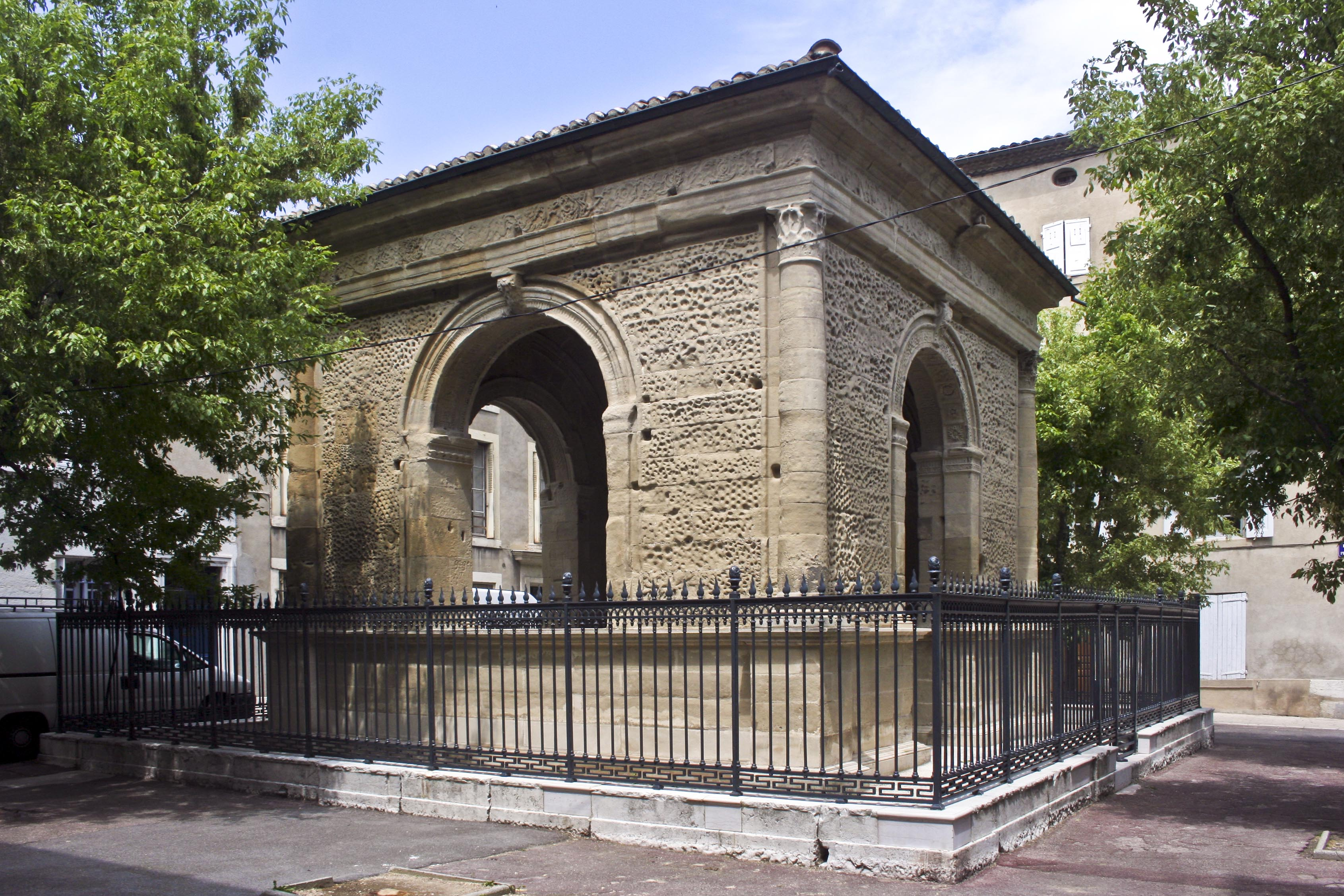
Pendentief in het centrum van Valence (Frankrijk)

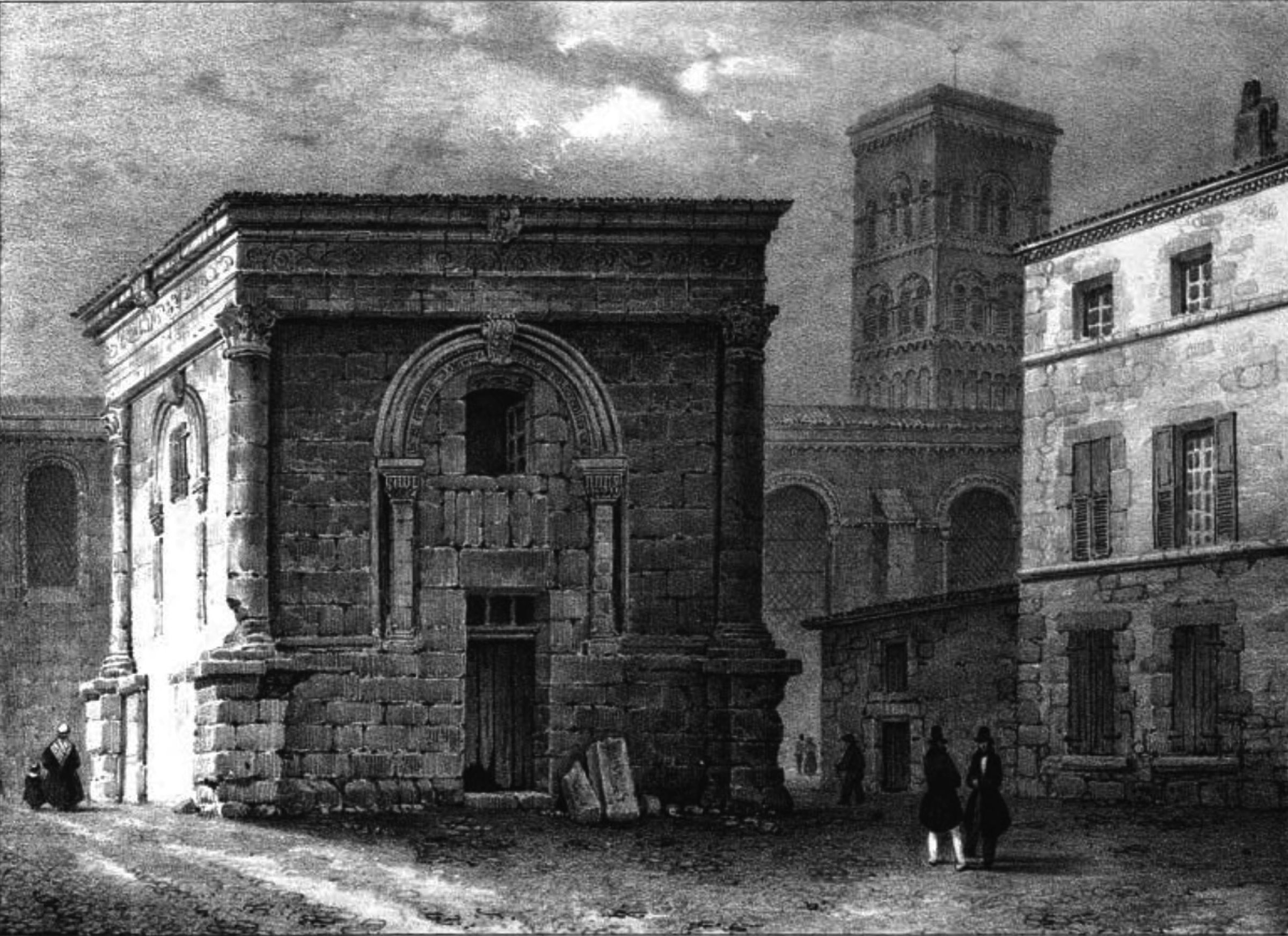
Reeds beschermd erfgoed in 1840

Het Pendentief van Valence (1548) is een voormalig grafmonument in de stad Valence, in het Franse departement Drôme. De naam is gegeven omwille van de pendentiefkoepel, die er oorspronkelijk bovenop stond. Het staat in het centrum van Valence.

## Historiek
De bouw van het Pendentief vond plaats in het midden van het kloosterpand, dat aan de kathedraal van Valence verbonden was (16e eeuw). Het kanunnikenhuis had op die plek een kerkhof dat moest wijken voor de bouw. Kanunnik Nicolas Mistral bestelde het grafmonument voor zichzelf en zijn familie. Het monument had gekleurde glasramen in de gevels, die een grote gelijkenis vertonen met een Romeinse triomfboog. Aan de ramen stonden gietijzeren versieringen. Het Pendentief was te gebruiken als een kapel voor de kanunniken. Ondergronds was er een crypte. Bovenop stond een pendentiefkoepel; de constructie van het pendentief was een nieuw verworven techniek in het midden van de 16e eeuw in de Rhônevallei.
In 1567 raasden de Godsdienstoorlogen in Valence. Kerken in Valence werden ernstig vernield doch het grafmonument minder. Enkel materialen van de gevel en de lederen dakbedekking werden gestolen. In 1630 liet een nazaat van de familie Mistral het Pendentief herstellen. Het werd evenwel niet meer als begraafplaats gebruikt.
Na de Franse Revolutie werd het Pendentief publiek verkocht (1796). Al die jaren kreeg het andere functies. Zo werd het gebruikt als opslagruimte voor likeuren, restaurantkeuken en houtzolder.
In 1831 kocht de stad Valence het Pendentief. Dankzij de inspanningen van Prosper Mérimée werd het Pendentief erkend als monument historique van Frankrijk; het Pendentief stond op de allereerste lijst van beschermde monumenten (1840).